# 5379 Abehiroshi
5379 Abehiroshi è un asteroide della fascia principale. Scoperto nel 1991, presenta un'orbita caratterizzata da un semiasse maggiore pari a 2,3957822 au e da un'eccentricità di 0,0544768, inclinata di 3,80108° rispetto all'eclittica.
L'asteroide è dedicato all'astronomo giapponese Hiroshi Abe.